# Mandamentos rabínicos
As sete Mitzvot deRabanan (aramaico שבע מצוות דרבנן, hebraico, שבע מצוות להרבנים translit. Sheva Mitzvot LeHaRabanim, em português mandamentos rabínicos) são sete decretos de fonte rabínica, e não bíblica. De acordo com uma técnica mnemônica, as mitzvot formam o acrônimo bíblico שמ"ע בנ"י (Shemá Beni, em português, "Ouve, meu filho").
| Letra | Mandamento                                      | Hebraico       | Hebraico                     |
| Letra | Mandamento                                      | transliteração | original                     |
| ----- | ----------------------------------------------- | -------------- | ---------------------------- |
| ש     | Halel (louvor)                                  | Shevach        | (שבח (הלל                    |
| מ     | Ler a Meguilat Ester em Purim                   | Meguilá        | מגילה                        |
| ע     | Eruv (propriedades unificadas)                  | Eruvin         | ערובין                       |
| ב     | Bênçãos                                         | Brachot        | ברכות                        |
| נ     | Acender velas antes de cada Shabat e em Chanucá | Nerot          | נרות בערב שבת ונרות של חנוכה |
| י     | Netilat Yadaim (lavagem ritual das mãos)        | Yadaim         | נתילת ידיים                  |